# Bulbophyllum pardalinum
Bulbophyllum pardalinum är en orkidéart som beskrevs av Henry Nicholas Ridley. Bulbophyllum pardalinum ingår i släktet Bulbophyllum och familjen orkidéer. Inga underarter finns listade i Catalogue of Life.